# Hercostomus guangxiensis
Hercostomus guangxiensis är en tvåvingeart som beskrevs av Yang 1997. Hercostomus guangxiensis ingår i släktet Hercostomus och familjen styltflugor. Inga underarter finns listade i Catalogue of Life.